# 阿羅德羅姆納亞山
70°47′S 11°38′E / 70.783°S 11.633°E
阿羅德羅姆納亞山（英語：Aerodromnaya Hill）是南極洲的山丘，位於毛德皇后地的阿斯特里德公主海岸，處於席爾馬赫山以南2里，由德國探險隊發現和繪入地圖。